# 維克斯1931年式高射炮
維克斯1931年式高射炮是英國维克斯-阿姆斯特朗公司在戰間期受英國軍方委託研發的高射炮。英軍在測評後拒用，但允許維克斯公司將該設計外銷，並授權國外量產。

## 介紹
維克斯1931年式高射炮設計時導入機械化拖曳設計，車輪使用鋼製外覆橡膠輪圈。其十字型炮架為當時的主流規格，但是設計上與它國不同，維克斯的設計採用2根炮架為一體式的弋引用大架，另外2根炮架為折疊式，在拖曳時收納固定。
除了火炮，維克斯為其開發了專用的高射火控機械計算機，在對付6,000米高度以下飛行的目標命中率表現良好。

## 使用國家
- 中華民國

訂單為廣東軍閥陳濟棠在民國二十三年（1934）購置，採購12門，搭配的運輸工具為23輛維克斯龍式火炮牽引車。

在民國二十七年的廣州戰役中全數損失。
- 丹麦

1932年獲得生產授權許可，產製24門，配備給第13與第14防空營。
- 芬兰

在1930年代芬蘭對英國出口黃油，造成兩國貿易逆差。因此英國向芬蘭施壓採購英國產品解決貿易問題，芬蘭在1936年採購12門，編號76 ItK/34 V，佈署在芬蘭堡與維堡。

芬蘭配備的維克斯高射炮因應客製化要求，除了十字型炮架為芬蘭自產品，還將火炮口徑變更為76.2公厘，以配合既有採購的波佛斯高射炮與炮彈，同時購置的還有9具維克斯M/34機械式火控計算機，芬蘭人使用的經驗認為這批火控計算機計算精準度相當好，但是芬蘭的天氣過於寒冷，使它們故障率偏高。
冬季戰爭後，因佈署國土被割讓，裝備轉移回芬蘭控制境內，並在繼續戰爭時仍有操作紀錄，這批高射炮在芬蘭陸軍服役至二戰結束。
- 納粹德國

從丹麥、荷蘭、比利時等國擄獲，稱為35年式7.5公分高射炮（荷蘭）7.5 cm Flak M 35(h)與35年式7.5公分高射炮（丹麥）7.5 cm Flak M 35(d)
- 立陶宛
- 荷蘭

在1935年採購了48門，每個防空連配備3門炮，搭配1具維克斯火控計算機，荷蘭稱其為7.5 tl no.1。後獲得授權許可由Hembrug公司生產，至1940年5月荷蘭被德國佔領時至少產製了90門。
- 葡萄牙
- 羅馬尼亞

羅馬尼亞在1935年1月發布軍事現代化計畫，後向英國申請採購生產授權，這個計畫在1936年3月簽約，英國授權羅馬尼亞生產100門維克斯M1931高射炮，合約總價10億羅馬尼亞列伊，與原版不同處是羅馬尼亞使用的炮彈尺寸為75 x 562公釐，因此比其它國家使用的版本火炮初速更快，達850米每秒。這批火炮最初8門是英國製造組裝，後面由羅馬尼亞國內的軍工廠自行按照標準製造。在1939年8月交付給羅馬尼亞陸軍服役，觀測設備為維克斯原廠品，但搭配的火控機械計算機則是羅馬尼亞自行開發，稱為Bungescu 1938。
1941年7月，在未獲得英國方面許可羅馬尼亞開始增製了100門同型炮。量產以每個月7門的速度進行。這些高射炮服役到1956年，才由蘇聯製高射炮給替換。
- 苏联

9門，繳獲自立陶宛陸軍。
- 瑞士

4門
- 土耳其

- 英国